# Garfield im Tierasyl
Garfield im Tierasyl (Originaltitel: Here Comes Garfield) ist ein ursprünglich für den amerikanischen Sender CBS produzierter Zeichentrickfilm aus dem Jahr 1982, der auf den Comics von Jim Davis basiert. Das später erschienene Buch zum Film wurde unter dem Titel Garfield tritt ins Rampenlicht veröffentlicht.

## Handlung
Als Garfield und Odie beim Spielen im Garten den Nachbarn verärgern, ruft dieser den Tierfänger an, der auch sofort kommt. Garfield kann sich ins Gebüsch retten, aber Odie bleibt begriffsstutzig stehen und wird mitgenommen. Zuerst tut der Kater so, als würde er sich darüber freuen, doch dann sieht er ein, dass es ohne den Hund langweilig ist. Daher schleicht er ins Tierasyl, um Odie zu befreien, wird aber dabei selbst gefangen. Vom „Schnellen Eddy“, einem ebenfalls inhaftierten Kater, erfährt Garfield, dass Odie aufgrund mangelnden Interesses seitens der Käufer, im Morgengrauen eingeschläfert werden soll. Garfield erinnert sich an Zeiten, als er und Odie noch Kinder waren und vergießt eine Träne, als sein Freund mitgenommen wird. Als kurz darauf plötzlich ein kleines Mädchen ein Tier aussuchen will, nutzen Garfield und seine neuen Freunde dies, um Odie zu retten und zu fliehen. Wieder zu Hause angekommen, sind Garfield und Odie froh, wieder vereint zu sein, was Jon sehr verwundert.

## Lieder
- Here comes Garfield
- Long about Midnight
- So long, old friend
- Together again

## Nominierungen
Der Kurzfilm wurde 1983 für einen Emmy nominiert, scheiterte aber gegen Ziggy’s Gift.

## Abweichungen von der Comic-Vorlage
In dem Film sind Garfield und Odie Freunde seit Kätzchen- und Welpentagen. Im Originalcomic sind sie sich jedoch erst begegnet, als sie schon älter waren.